# 조사선

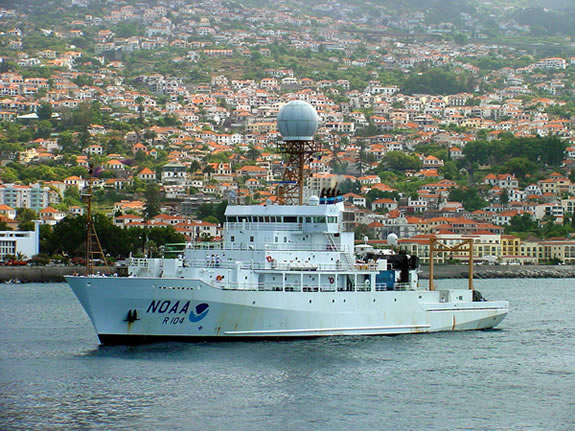
미국의 해양 지리 조사선 NOAAS 로널드 H 브라운

조사선(調査船)은 해양에 관한 다양한 조사를 할 수 있도록 설계되어 필요한 설비를 갖춘 선박이다. 해양조사선(海洋調査船)이라고도 한다. 조사선의 임무의 범위는 넓다.
조사선은 임무의 성격에 따라 극지에서의 행동을 가능하게하기 위해 종종 쇄빙선의 구조를 가질 수 있다.

## 개요
해수의 성질·운동을 측정하고 해양생물의 분포와 상태, 해저 퇴적물이나 기반암(基盤岩) 따위의 조사를 하며 더 나아가서 해저의 지각구조 등을 조사하는 배이다. 이들 연구분야는 제각기의 관측기구를 필요로 하지만, 특히 이들 관측기를 해중 또는 해저로 내리기 위해 관측선은 강력한 권양기(捲揚機：winch)를 장비하고 있는 것이 특징이다. 대한민국은 2000t급 이상의 해양관측선을 보유하고 있다.

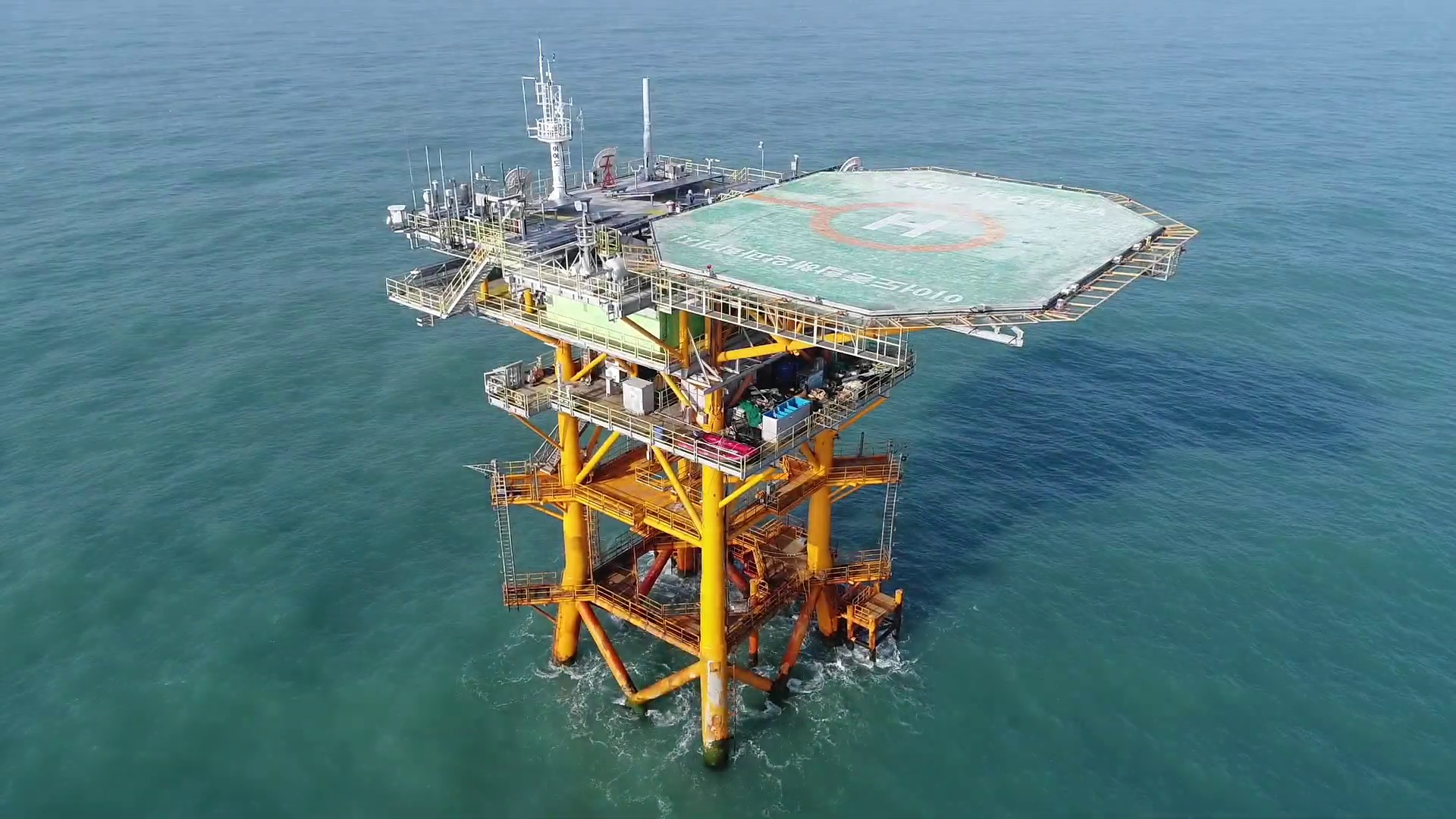

## 같이 보기
- 아라온
- 독도누리호[1]
- 해양 탐사